# Signature song
Signature song (anglicky doslova "podpisová píseň ") je skladba (v některých případech jedna z několika skladeb), která slouží nejčastěji k identifikaci interpreta (zpěváka či zpěvačky nebo hudební skupiny), i když mohl mít i jiná populární díla . 
Tyto skladby se stávají povinnou součástí repertoáru výběrovek a koncertních vystoupení určitého umělce. V některých případech nemusí být signature song zároveň i komerčně nejúspěšnějším. Signature song jednoho umělce může být vzhledem ke kulturní zvyklosti a tradice obyvatelstva v různých zemích světa rozdílný. 
V případech, kdy se jedná o více než jednu charakteristickou skladbu bývá několik těchto děl často z jednoho hudebního alba, které je pak považováno za jejich nejlepší nebo také "signature album".
Termín signature song nelze použít v případech, kdy se některý umělec stal známým pouze díky jednomu hitu a svou tvorbou nedosáhl dalších úspěchů.

## Příklad
Skupiny nebo interpreti se zdokumentovanými "signature songy":
| - Andy Williams - "Moon River" - Animals - "The House of the Rising Sun" - Anton Karas - "The Third Man Theme" - Aretha Franklin - "Respect" - Barbara Mandrell - "I Was Country When Country Was not Cool" - Barbra Streisand - "People" - Ben E. King - "Stand by Me" - Bert Williams - "Nobody" - Billy Joel - "Piano Man" - Bing Crosby - "White Christmas" - Bob Dylan - "Like a Rolling Stone" - Bob Hope - "Thanks for the Memories" - Bobby Darin - "Mack the Knife" - Bon Jovi - "Livin 'on a Prayer" - Britney Spears - "... Baby One More Time" - Bruce Springsteen - "Born to Run" - Bunny Berigan - "I Can not Get Started" - Celine Dion - "My Heart Will Go On" - Culture Club - "Karma Chameleon" - Deep Purple - "Smoke on the Water" - Don Ho - "Tiny Bubbles" - Don McLean - "American Pie" - The Eagles - "Hotel California" - Édith Piaf - "La Vie en rose" - Etta James - "At Last" - Frank Sinatra - "My Way" - George Washington Johnson - "The Laughing Song" - Gladys Knight & the Pips - "Midnight Train to Georgia" - Guy Lombardo - "Auld Lang Synet" - Harry Belafonte - "Banana Boat (Day-O)" - Helen Reddy - "I Am Woman" - Iron Maiden - "Run to the Hills" - James Taylor - "Fire and Rain" - Janis Joplin - "Me and Bobby McGee" - Jeff Buckley - "Hallelujah" - Jimmy Buffett - "Margaritaville" - John Denver - Take Me Home, Country Roads - Johnnie Ray - "Cry" | - Julie London - "Cry Me a River" - Kate Smith - "God Bless America" - Led Zeppelin - "Stairway to Heaven" - Lee Greenwood - "God Bless the USA" - Lena Horne - "Stormy Weather" - Lonnie Donegan - "Rock Island Line" - Loretta Lynnová - "Coal Miner 's Daughter" - Lou Rawls - "You'LL Never Find Another Love Like Mine" - Luciano Pavarotti - "Nessun dorma" - Martina McBride - "Independence Day" - Motörhead - "Ace of Spades" - N.W.A. - "Fuck Tha Police" - Nikolaj Noskov - "Jeto zdorovo" - Nine Inch Nails - "Head Like A Hole" - Nirvana - "Smells Like Teen Spirit" - Oasis - "Wonderwall" - Parliament - "Flash Light" - Peggy Lee - "Fever" - Percy Sledge - "When a Man Loves a Woman" - Petula Clark - "Downtown" - Rage Against the Machine - "Killing in the Name" - Rammstein - "Rammstein" - Rick James - "Super Freak" - Sammy Davis, Jr. - "I'Ve Gotta Be Me" - Sonny & Cher - "I Got You Babe" - Spice Girls - "Wannabe" - Stevie Nicks - "Edge of Seventeen" - Tammy Wynette - "Stand By Your Man" - The Andrews Sisters - "Boogie Woogie Bugle Boy" - The Doors - "Light My Fire" - The Mamas & amp; the Papas - "California Dreamin'" - The Righteous Brothers - "You'Ve Lost That Lovin 'Feelin'" - The Rolling Stones - "(I Can not Get No) Satisfaction" - The Temptations - "My Girl" - The Ventures - "Walk Do not Run" - Tony Bennett - "I Left My Heart in San Francisco" - Van Morrison - "Brown Eyed Girl" |